# 比西拉
比西拉（西班牙語：Bisira），是巴拿馬的城鎮，位於該國西北部，由恩戈貝-布格雷特區的坎金圖區負責管轄，面積209.2平方公里，海拔高度11米，2010年人口3,200，人口密度每平方公里15.3人。